# Oberhafenamt
Das Oberhafenamt ist als Schifffahrtspolizeibehörde in Hamburg eine Abteilung innerhalb der Hamburg Port Authority und zuständig für den Hamburger Hafen und seine Randgebiete mit Ausnahme der Alster.

## Struktur
Das Oberhafenamt ist unterteilt in
- eine Grundsatzabteilung

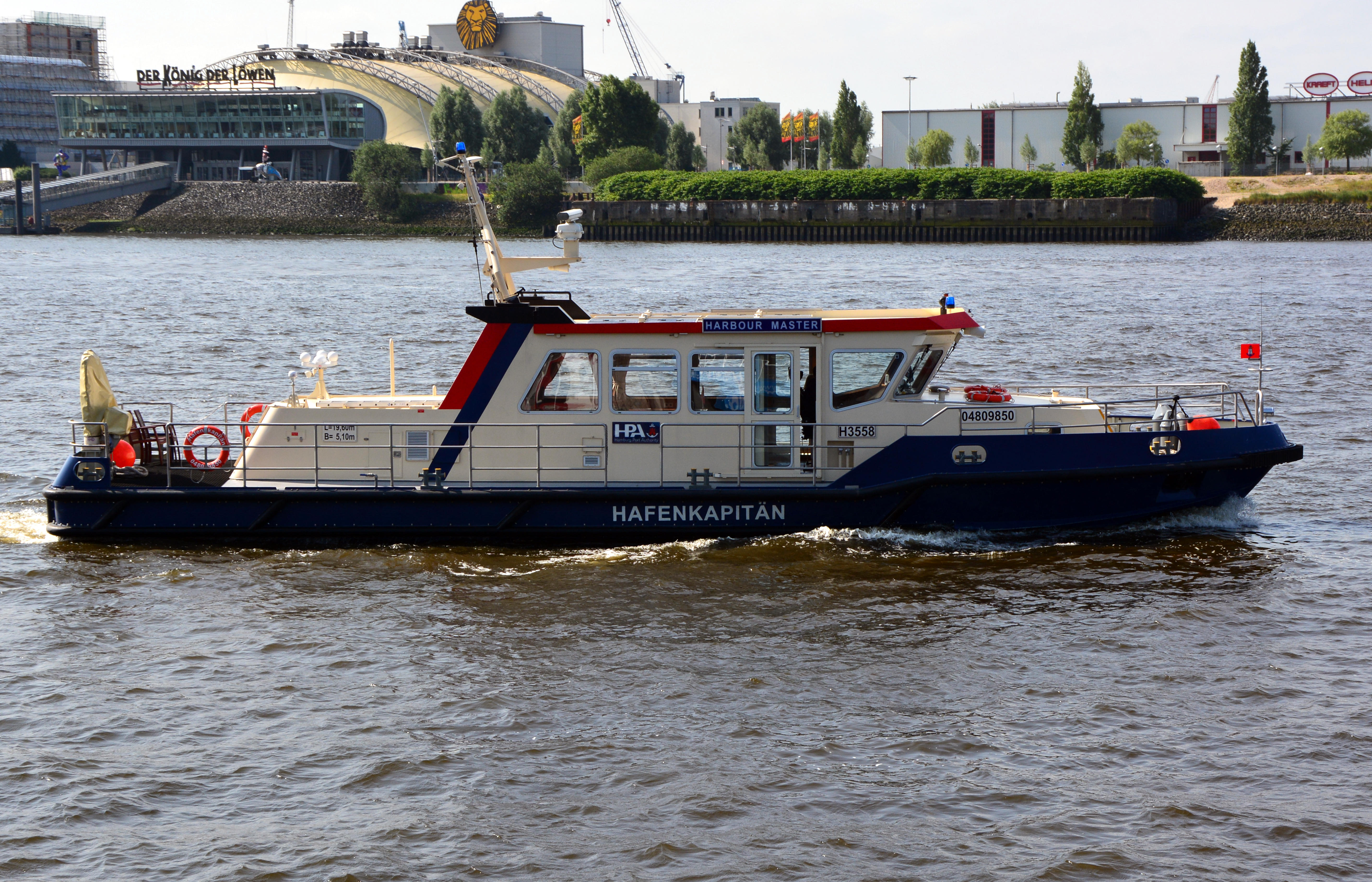
Die Barkasse des Oberhafenamt Hamburg Hafenkapitän im Hamburger Hafen

- drei Hafenämter, das Hafenamt West, zuständig für die westlichen Hafengebiete bis zur Landesgrenze Tinsdal, das Hafenamt Ost, zuständig für die östlichen Hafenbereiche sowie das Hafenamt Süd, zuständig für die südlichen Hafenbereiche von der Köhlbrandbrücke bis Bunthäuser Spitze und die schifffahrtspolizeilichen Belange im Harburger Binnenhafen,
- den Beauftragten für das Lotswesen,
- die Beteiligung an der im Rahmen des ISPS-Codes für die internationale Gefahrenabwehr zuständige Designated Authority und
- der Nautischen Zentrale Hamburg, die als eine von zehn Verkehrszentralen in Deutschland für den Verkehr im Hamburger Hafen zuständig ist (Rufname Hamburg Port Traffic)

## Aufgaben
Das Oberhafenamt hat den Auftrag, die Sicherheit und Leichtigkeit sowie Umweltverträglichkeit der Schifffahrt zu gewährleisten und von der Schifffahrt ausgehende Gefahren und schädliche Umwelteinwirkungen zu verhindern. Durch Staatsverträge hat das Land Hamburg den Auftrag, alle Verkehrsabläufe durch ihre Schifffahrtsverkehrsverwaltung durch Überwachung, Regelung und Lenkung des Verkehrs sicherzustellen. Die Dienststellen des Oberhafenamtes üben ihre Tätigkeit und Funktion auf allen Wasserverkehrsflächen der Freien und Hansestadt Hamburg mit Ausnahme der Alster, hinter der Tatenberger Schleuse und der Este aus. Hinzu kommen alle für den Umschlag errichteten Bauwerke wie Kaianlagen, Löschbrücken, Landeanlagen.
Diese Aufgaben werden von Fachpersonal aus den Ämtern oder vor Ort durch Barkassen überwacht und durchgeführt.
Unterstützend steht der Nautischen Zentrale eine Radarüberwachung sowie die Küstenfunkstelle Hamburg Port Traffic zur Verfügung. In der Katastrophenschutzstruktur der Freien und Hansestadt Hamburg ist das Oberhafenamt in den Hafenstab integriert und wird nach einem Alarmplan bei Hochwassergefahr, bei schweren Unglücksfällen und eventuell resultierende Katastrophenfällen, die die Schifffahrt betreffen, tätig.
Der größte Anteil der angewandten Rechtsnormen für den Schiffsverkehr im Hamburger Hafen ist im Hafenverkehrs- und Schifffahrtsgesetz (HVO) sowie in der Seeschifffahrtsstraßen-Ordnung und Seestraßenordnung zu finden. Das Oberhafenamt ist ein Mittler zwischen den Interessen der Hafen- bzw. Schiffsverkehrswirtschaft einerseits und dem Interesse der Öffentlichkeit andererseits.
Die Wirtschaftlichkeit sowie Sicherheit und Umweltverträglichkeit sind gleichberechtigt, im Zweifelsfall gehen Sicherheit und Umweltverträglichkeit vor. Das Oberhafenamt leitet der Hafendirektor, der auch gleichzeitig Hafenkapitän ist.